# آرتم میلفسکی
آرتم میلفسکی (به اوکراینی: Artem Milevskiy) (زاده ۱۲ ژانویه ۱۹۸۵) بازیکن فوتبال اهل کشور اوکراین است.
وی سابقه ۵۰ بازی ملی برای تیم ملی فوتبال اوکراین در کارنامه دارد، همچنین پست تخصصی او مهاجم است.